# فرانتس يوشيا دوق ساكس-كوبرغ-سالفيلد
فرانتس يوشيا (بالألمانية: Franz Josias von Sachsen-Coburg-Saalfeld)‏ (سالفيلد؛ 25 سبتمبر 1697 - 16 سبتمبر 1764؛ روداخ)؛ كان دوق ساكس-كوبورغ-زالفلد.

## السيرة الذاتية
هو الابن الرابع لـ يوهان إرنست الرابع، دوق ساكس-كوبرغ-سالفيلد وزوجته الثانية شارلوته يوهانا من فالديك-فيلدونغن.
خلال شبابه دخل فرانتس يوشيا في الجيش الإمبراطوري.
مع وفاة اثنين من أشقائه الكبار فيلهلم فريدرخ (توفي. 28 يوليو 1720) وكارل إرنست (30 ديسمبر 1720)؛ أصبح الثاني في الخلافة دوقية ساكس-كوبرغ-زالفلد، فقط سبقه شقيقه البكر كريستيان إرنست.
ومع زواج شقيقه كريستيان إرنست المرغنطي في 1724، بدأ فرانتس يوشيا يدعى الميراث، ولكن مع إرادة والده أجبرتهم على الحكم بالمشاركة مع أخيه، بعد حل معظم الخلافات مع أقربائهم سمح لهم فرع ساكس-ماينينغن بحكم كوبورغ، ومع وفاة شقيقه كريستيان إرنست في 1745، أصبح الدوق الأوحد حتى وفاته في 1764، وبين 1750 و1755 أصبح حاكم دوقية ساكس فايمار نيابة عن إرنست أغسطس الثاني قسطنطين، دوق ساكس-فايمار.

### الزواج والأبناء
في رودولشتات في 2 يناير 1732 تزوج من آنا صوفي من شفارتزبورغ-رودولشتات؛ وأنجبت له ثمانية أبناء:-
1. إرنست فريدرخ دوق ساكس-كوبرغ-زالفلد (8 مارس 1724 - 8 سبتمبر 1800).
2. يوهان فيلهلم (11 مايو 1726 - 4 يونيو 1752؛ قُتل في معركة هوهنفردبرغ).
3. آنا صوفي (3 سبتمبر 1727 - 10 نوفمبر 1728).
4. كريستيان فرانتس (25 يناير 1730 - 18 سبتمبر 1797).
5. شارلوته صوفي (24 سبتمبر 1731 - 2 أغسطس 1810)؛ تزوجت من لودفيغ من مكلنبورغ-شفيرين.
6. فريدريكا ماغدالينه (21 أغسطس 1733 - 29 مارس 1734).
7. فريدريكا كارولينه (24 يونيو 1735 - 18 فبراير 1798)؛ تزوجت من كارل ألكسندر، مارغريف براندنبورغ-آنزباخ.
8. فريدرخ يوشيا (26 ديسمبر 1736 - 26 فبراير 1815).